# Piller Celesztin
Piller Celesztin (másként: Piller Coelestin) (Buda, 1742. július 25. – 1821. május 30.) piarista áldozópap és tanár.

## Élete
1758. október 17-én lépett a rendbe Privigyén és 1767. november 19-én Vácon szenteltetett pappá. 1761-ben Nyitrán, 1762-ben Nagykárolyban bölcseletet tanult, 1763-64-ben Medgyesen az alsóbb osztálybeli gimnáziumi tanulók mestere volt, 1765-67-ben Debrecenben teológiát tanult, 1768-69-ben Vácon a Theresianumban tanított, 1770-ben Szegeden gimnáziumi tanár, 1771-72-ben a Nitzky grófi családnál nevelő, 1773-től 1776-ig Pesten a bölcselet tanára, 1777-78-ban Selmecen gimnáziumi igazgató, 1779-től 1795-ig ugyanaz Kőszegen, közben egyúttal házfőnök, 1796-ban betegeskedése miatt ideiglenes nyugalomban Szentgyörgyön, 1797-től 1805-ig Nagykanizsán házi másodfőnök, 1806-tól 1817-ig ugyanaz Magyaróvárt, majd első rektor, később vicerektor, 1818-tól ugyanott mint lelki atya.
Tudományossága s nyelvismeretei által kitűnt, a német és magyar nyelven kívül értett franciául, olaszul és angolul, sőt még más nyelvekben is jártas volt. Tankönyveket is készített, melyek kéziratban maradtak és a magyaróvári rendházban őriztetnek: De ditionibus Austriacis 1779. 4rét 18 ív; Brevis historia religionis Christianae 1780. 4rét 14 1/2 ív; Synopsis historica undecim gentium quae Hungariam olim aut incoluerunt, aut hostiles aliquo tempore tenuerunt 1800-1802. (Gibbon angol művéből, 4rét 37 ív); De praecipuis hominum religionibus 1780. 4rét 7 ív; De vita privata Romanorum 1797. 4rét 6 1/4 ív.

## Munkái
- Proposition, philosophicae nob. ac perdoctus Dnus Stephanus Gull e Com. Bihar defendit ac demonstravit Pestini mense aug. 1775
- Propositiones ex universa philosophia et mathesi, quas idem Steph. Gull defendit ac demonstravit Pestini mense aug. 1776